# Estudios kierkegaardianos
Estudios kierkegaardianos (en inglés: Kierkegaardian Studies; en francés: Études kierkegaardiennes) es un libro del filósofo Jean Wahl sobre el pensador danés Søren Kierkegaard, publicado originalmente en París en 1938. Su publicación supuso un importante punto de inflexión en la filosofía francesa, que introdujo formalmente y la difusión de la filosofía de Kierkegaard en Francia.
Kierkegaardian Studies fue uno de los primeros estudios franceses sobre la figura de Kierkegaard, que logra tratarlo como un coherente filósofo y teólogo danés, y plantear interrogantes que se convirtieron en el centro de nuevos estudios sobre la relación de Kierkegaard y el existencialismo en general. Antes del libro de Jean Wahl, muy pocas personas en Francia habían oído hablar acerca de la figura y de la importancia de Kierkegaard. Por lo que la obra de Wahl fue un revulsivo en la recepción del autor en Francia y un aldabonazo de las deficiencias de la filosofía francesa.